# Aiuto regista
L'aiuto regista è nella terminologia cinematografica il collaboratore del regista che si occupa dell'organizzazione del film, della pianificazione delle riprese e dell'organizzazione del set per conto del regista nelle fasi della pre-produzione e delle riprese.  
L'aiuto regista è il caporeparto del Reparto Regia formato da uno (o solitamente più) assistenti alla regia e da una segretaria di edizione. Negli Stati Uniti tutti gli assistenti alla regia, compreso l'aiuto regista, vengono chiamati Assistant Director: l'aiuto regista è il 1st Assistant Director, il primo assistente alla regia il 2nd Assistant Director e così via. Questo genera a volte un po' di confusione. 
L’aiuto regista, e di conseguenza gli assistenti alla regia, non devono essere confusi con gli assistenti del regista che invece si occupano di sopperire ad ogni suo desiderio personale o lavorativo. Ogni film prevede un reparto regia ma non necessariamente un assistente del regista che non fa parte di questo reparto. 
I compiti dell’aiuto regista sono molteplici ma i principali sono: organizzare il piano di lavorazione, gestire il set ed eseguire la visione del regista all’interno dei parametri delle risorse della produzione. L’aiuto regista è uno dei principali responsabili del completamento di una giornata di lavoro, dirige le figurazioni insieme agli altri assistenti alla regia e mantiene la comunicazione fra il regista e tutti gli altri reparti.
L’aiuto regista si pone a metà strada tra la produzione e la creazione artistica, non gli viene richiesto contributo alla creatività del film, ma deve occuparsi della perfetta pianificazione del film, sia in fase di preparazione, sia in fase di riprese.